# Gerhard Sauthoff
Gerhard Sauthoff (* 28. November 1939 in Berlin) ist ein deutscher Physiker und Metallurge.

## Leben und Wirken
Sauthoff, Sohn des Maschinenbauingenieurs Friedrich Sauthoff, studierte ab 1959 Physik an der Technischen Universität Hannover. Das Thema seiner Diplomarbeit unter der Leitung von Andreas Steudel war: Zeeman-Effekt-Untersuchungen im Samarium-I-Spektrum. Anschließend spezialisierte er sich auf dem Gebiet der Physikalischen Metallkunde. Er forschte bis 1972 in der Abteilung von Manfred Kahlweit am Max-Planck-Institut für Biophysikalische Chemie in Göttingen, wo er insbesondere die Kinetik der Ostwald-Reifung in Legierungen untersuchte und zwischenzeitlich 1969 mit seiner Dissertation Über die Ausscheidung im System Ni(Si) von der Universität Göttingen promovierte wurde.
Im Jahr 1972 wechselte Sauthoff an das Max-Planck-Institut für Eisenforschung in Düsseldorf, wo er ab 1976 als Gruppenleiter eingesetzt wurde. Von 1988 bis 1991 erhielt er einen Lehrauftrag an der Universität Düsseldorf und anschließend an der RWTH Aachen, die ihn 1995 zum Privatdozent und später zum Außerplanmäßigen Professor ernannte. Darüber hinaus war er von 1982 bis 1988 Mitglied der Chemisch-Physikalisch-Technischen Sektion der Max-Planck-Gesellschaft (MPG) und von 1985 bis 1988 Mitglied des Senats der MPG.
Sauthoff befasst sich mit Verformungsmechanismen und Werkstoffverhalten bei hohen Temperaturen, intermetallischen Verbindungen und Mikrostruktur von Stahl.
Im Jahr 1977 erhielt Sauthoff den Chemie-Preis der Akademie der Wissenschaften zu Göttingen. Ab 1990 leitete Sauthoff den Fachausschuss für Intermetallische Phasen der Deutschen Gesellschaft für Materialkunde (DGM), dessen Ehrenvorsitzender er 2018 wurde. Die DGM ehrte ihn 1993 mit dem Werner-Köster-Preis und 1995 mit der Tammann-Gedenkmünze. Schließlich erhielt Sauthoff 1994 den Innovationspreis von Nordrhein-Westfalen und wurde 2011 zum Ehrenmitglied der DGM ernannt.
Sauthoff war einer der Gründungseditoren der Zeitschrift Intermetallics zusammen mit Robert W. Cahn (Chief Editor), C. T. Liu und Masaharu Yamaguchi (1993 bis Februar 2014).
Sauthoff war Mitglied des Finanzausschusses der Evangelischen Kirche im Rheinland.

## Schriften (Auswahl)
- Intermetallics, Weinheim: VCH 1995
- Intermetallics, in: Ullmann’s Encyclopedia of Industrial Chemistry 2001
- Intermetallic Material, in: Landolt-Börnstein VIII/2A, 2002